# ダブルフェイク アンダー・ザ・ガンダム
『ダブルフェイク アンダー・ザ・ガンダム』(DOUBLE FAKE UNDER THE GUNDAM) は、雑誌『エムジェイ（模型情報）』で1988年から1989年にかけて連載された、うしだゆうじによる「ガンダムシリーズ」の漫画作品。

## 概要
連載時のタイトルは「ダブル・フェイク」（各話の扉絵の英文表記は "SIDE STORY OF GUNDAM DOUBLE FAKE" と副題が入る）で、「すごいにせもの」の意。作品世界（宇宙世紀）の時系列としてはテレビアニメ『機動戦士ガンダムΖΖ』と劇場アニメ『機動戦士ガンダム 逆襲のシャア』の間に位置しており、『ΖΖ』のキャラクターであるイリア・パゾムが新生ネオ・ジオン軍の士官として登場したり、『逆襲のシャア』のモビルスーツ (MS) であるジェガンやヤクト・ドーガが登場したりしている。
本作の連載と並行して、メカニックデザイン担当の福地による1ページ記事「MS90'S」も連載。本作に登場するオリジナルMS（未登場のものも含む）の設定画やイラスト、関連コラムなどが掲載された。
「ガンダムシリーズ」の（メディアミックスではない単体の）漫画作品としては珍しく、連載終了直後に発行されたバンダイの書籍『ENTERTAINMENT BIBLE (EB)』シリーズや『MS大全集』シリーズに本作登場のオリジナルMSや、年表に関連事項が掲載された。これはサンライズが「映像作品が公式である」という立場を表明する以前のことであるが、その後1999年から2000年にかけて発売されたゲーム『SDガンダム GGENERATION（Gジェネ）』シリーズ（『ZERO』『F』『GATHER BEAT』）にもオリジナルMSやキャラクターが登場し、バンダイからアスキー・メディアワークス、KADOKAWAへと引き継がれた『MS大全集』シリーズでは2022年の最新版に至るまでオリジナルMSが掲載され続けている。

### 連載版サブタイトル
単行本では話数およびサブタイトルが撤廃されており、各話の扉絵も連載版でしか見ることができない（ACT.3のみ加筆して流用）。単行本では、扉絵に替わってページの追加・修正がおこなわれている。
- ACT.1 熱血野郎（1988年7月号掲載）
- ACT.2 変則攻撃（1988年8月号掲載）
- ACT.3 本領発揮（1988年9月同掲載）
- ACT.4 奇襲攻撃（1988年10月号掲載）
- ACT.5 宇宙英雄（1988年11月号掲載）
- ACT.6 強敵参上（1988年12月号掲載）
- ACT.7 爆発寸前（1989年1月号掲載）
- ACT.8 戦闘開始!!（1989年2月号掲載）
- ACT.9 主役交代!?（1989年3月号掲載）
- LAST ACT：友情次第（1989年4月号掲載）

### 単行本
連載終了後の翌1990年に単行本化されたが、『アンダー・ザ・ガンダム』と改題された（背表紙および中表紙には "DOUBLE FAKE" の表記も見られる）。冒頭にカラーで本作の後日譚（「アルマリア」の前日譚）に当たる描き下ろしが追加され、エンディングは新規の描き下ろしに差し替えられた。また『サイバーコミックス』017に掲載された、本作の主人公ダリーの玄孫エドガーが登場する、宇宙世紀0179年を舞台とする短編漫画「アルマリア」も収録された。
- 『アンダー・ザ・ガンダム』バンダイ、ピュアサイバーコミックスシリーズ9、1990年11月15日発行、ISBN 4-89189-117-3

2002年にメディアワークスより新装版で復刊され、タイトルも連載版と単行本のものを併記した『ダブルフェイク アンダー・ザ・ガンダム』に変更された（本記事名はこれによる）。エンディングは作者の意向で連載版のものに差し戻され、冒頭のカラーページも削除された。代わりに本作のサイドストーリーに当たる描き下ろしの短編「It's Wonderful World」が本作の前後に追加された（「アルマリア」は引き続き収録）。
- 『ダブルフェイク アンダー・ザ・ガンダム』メディアワークス、電撃コミックス、2002年12月15日発行、ISBN 4-84-022223-1

## ストーリー
第一次ネオ・ジオン抗争終結から1年経過した宇宙世紀0090年。地球連邦の傲慢に対するスペースノイドの反感は危険水準まで高まっており、各地でテロリズムへとエスカレートしていた。地球連邦の主導で本格的なコロニー再建計画がコロニー公社を中心に進められていたが、空きコロニーはテロリストの巣となっている場合が多く、連邦軍の護衛付きの危険な仕事となっていた。
コロニー公社の下請けであるモノトーン・マウス (MM) 社に勤めるダリー・ニエル・ガンズは、ジャンクMSから作り上げた作業用の「Dガンダム」に乗り、「ガンダム･ダリー」の異名を取るほどのガンダム好きである。地球連邦軍のサラミス改級巡洋艦「アラハス」の護衛の下で再建作業をおこなうMM社は、テロリスト集団「カラード」の襲撃を受けるが、Dガンダムでこれを撃退する。その腕を買われ、アラハスに所属することになるダリーだが、なぜか「ガンダム」を付け狙うカラードの女性パイロット、アルヴェニシカ･キーストや新生ネオ・ジオン軍の暗躍により、事態は意外な方向へと向かっていく…。

## 登場人物
本編ではファーストネームかラストネームのみ、または氏名不詳であるが、『MJ』連載中の扉絵でフルネームが判明している人物が多い（ただし英文表記）。一部のカタカナ表記はのちに『データガンダム』で判明している。
声の出演は『GジェネF』による。

### モノトーン・マウス社
ダリー・ニエル・ガンズ (Darynirl Guns)
声：草尾毅
モノトーン・マウス社の作業員。本人以外にはフルネームを「ダリエル・ガンズ」と呼ばれる。「馬鹿」がつくほどのガンダム好きで、ジャンクパーツからDガンダムを作ってしまうほど。コロニー技術者としての矜持も高く、連邦だろうがジオンだろうが、旗を問わず人命を軽視するような行いは認めない。
成り行きからカラードとの戦闘に巻き込まれ、Dガンダムを駆って戦うことになる。作中、出撃中にチェリィ達の危機を感知するなど、ニュータイプの素養を覗かせる。また機体のコクピットをビームサーベルで貫かれるが、コクピット内でビームを避けるという荒業を使って無傷で生存している（あまつさえ、大穴の開いたコクピットでそのまま戦闘を行っている）。
気性は荒いが好戦的な性格ではなく、Dガンダムがカラードに鹵獲された際はコックピットを覗きに来たアニーのパイロットスーツを奪い取り、艦長室に忍び込んでイリアと講和を行っている。この時の「言いたいことはたくさんあるが、その前にまず友達になろう」という言葉から、イリアに好感を持たれた。
戦後はチェリィと結ばれ、サムソンとダニエラの双子を儲け、アラハスとカラード両方のパイロットと親交を深めている様子が、エピローグにて語られている。
なお、『SDガンダムGジェネレーションアドバンス』では、ジュドーによって語られるジャンク屋の一人として名前のみ登場している。
チェリィ・チノ・ローゼス (Cherychino Roses)
モノトーン・マウス社の作業員。ダリーの相棒。父の形見である輸送艦「モトリー」に搭乗。アラハス轟沈に伴い宇宙空間に叩き出されるが、アインからその通信を聞いたダリーがジェダとの戦闘を中断し、ジェダの回線（ジオン回線）を通じて、敵味方総動員で捜索され、救出された。戦後はダリーと結婚し、サムソンとダニエラの双子を儲ける。
アイン・グレイフィールド (Ayn Gleyfield)
モノトーン・マウス社の作業員。ダリーの友人。アラハス轟沈の際には何とか脱出しており、戦いを続けるダリーに叱咤の通信を送っている。

### 地球連邦軍（アラハス隊）
アルバ・ダグルト (Alba Dagurto)
アラハス隊技師。
アンティケ・ブリュワール (Anthieke Bulluwarl)
アラハス隊のMSパイロットで、ジムIIに搭乗。ドーシーとは恋人同士で、ヘルメットや搭乗MSに「（ハートマーク）Dothie」と書き込んでいる。
イベラ・ツギム (Iyberha Zuggimm)
ブリッジ・オペレーター。ミカヨとは双子。
ウィントン・マルサリス (Winton Malsaris)
アラハス隊のMSパイロットで、ジムIIに搭乗。カラードのMS隊との最初の戦闘で撃破されるが、無事に脱出している。作中に顔は出てこない。
オッド・フェルド (Odd Feld)
アラハス艦長で、階級は少佐。クルーからは「おやかた」と呼ばれている。豪放磊落な性格だが、アニーの件を調べているなど、細心な一面もある。ダリーたちには割と好意的。
サイド・フューエル (Syde Fuell)
アラハス隊チーフメカニック。
スティア・フレドリアツキ (Stya Fredriazzuki)
アラハスのブリッジクルー。艦長の補佐役。
タケシ・カザキ (Takeshi Kazaki)
アラハス隊のMSパイロットで、階級は中尉。ジェガン改に搭乗。やや堅物な性格。
ドーシー・ビワイド (Dothie Bewide)
アラハス隊クルー兼女性パイロットで、GDキャノンに搭乗。アンティケとは恋人同士。
マキ・イトウ (Maki Itou)
ブリッジ・オペレーター。のちにアインと結婚する。
ミカヨ・ツギム (Mycajho Zuggimm)
ブリッジ・オペレーター。イベラとは双子。

### カラード
アルヴェニシカ・キースト (Alvenicica Kyethte)
声：こおろぎさとみ
愛称はアニー。アラハスを襲撃した際に"ガンダム"と遭遇。そのパイロットであるダリーを執拗に追い回す。ズサ・カスタム、ズサ・ダインに搭乗する。
シベリアのヤークト出身であり、宇宙世紀0072年に宇宙へ移民。故郷と家族をティターンズのコロニーへの毒ガス注入で失った過去があり、そこから反連邦のテロリストとなった経緯がある。
好戦的で気性が荒く、ウェイトレスとして侵入していたレストランにダリーが来た際は「ガンダム」という言葉を聞いて暗殺を試みるも、失敗している。
同時期に始まったカラードの襲撃に合流するも、ズサに向けられたDガンダムの有線式爆薬の爆発に巻き込まれ、ダリーに救助されアラハスのメディカルルームに収監された。
連邦のMSを奪って脱出するも、行き違いから袂を分かつこととなったダリーと交戦するも、そのダリーがジェダに墜とされ、レウルーラに鹵獲された際には、ダリーの容態を確認するためにDガンダムのコクピットを確認する。その際にダリーにスーツを奪われ、騒動を報告するために上がったブリッジでイリアからダリーの思惑を聞かされ、そのままブリッジから成り行きを見守った。エピローグは、彼女が読者へ手を振る姿で終わっている。
エルザ・フォスタ (Elza Fosta)
カラードの女性メンバー。本編未登場（連載中の扉絵のみ）。
エルデスコ・バイエ
カラードのリーダー。やや穏健派。ザクIII後期型に搭乗する。
のちにネオ・ジオンがコロニー落としを行うと知ると、それを阻止するためにアラハス隊と共闘する。基本的にダリーとは意見が合わないが、それ以上にコロニー落としで出るであろう犠牲を許すことはできないようで、チェリイの一言でダリーと一緒に出撃している。
ディーマッド (D' mad)
MSパイロット。カラードの主戦派。ゆえに袂を分かったエルデスコと戦う。ガザWに搭乗。
のちにネオ・ジオンに合流する。
ナック・ラジャン (Nack Rajhan)
カラード参謀。
フォニオ・ラジャン・アシーク (Phonio Rajhan Ashik)
カラードの女性メンバー。アニーがノーマルスーツを着るのを手伝う。
フォムン・ロフト (Fomn Rofte)
ブリッジ・オペレーター。
ヤン・クリーク (Yhan Kreik)
ブリッジ・オペレーター。

### ネオ・ジオン
以下の人物はリンク先を参照。
- イリア・パゾム

ジェダ・ジェスカリオト (Jeda Jeskarote)
イリアの副官で、階級は中尉。粗野で好戦的な青年で、上官イリアが冷や汗をかくほどの過激な策を提案することもある。単身レウルーラに向かうダリーを撃墜するも、実は生きていたダリーと再度対峙。そんな中でアインのダリー宛の通信を傍受したため、交戦中でありながらコックピットから出てまでこれを伝達。そのままダリーが乗機に乗り込み、回線を通じてチェリー捜索を周知したため、戦闘は終了したうえ敵味方総動員でチェリーを探すこととなった。エピローグにて、戦後もダリーとの交流がある模様。ヤクト・ドーガに搭乗。
シン・ワタナベ
ワタナベ研究所の被験者の少女。タウとは双子の間柄で、ニュータイプ。ファンネルだけではなく、サイコミュで制御するオートマトンを使う。ダリーの攻撃を掠った乗機のサイコミュの安全装置が破損したことで、宙域に漂う残留思念を拾い続ける状態となるが、チェリーとリンクした事で彼女の想いをダリーへ届け、停戦へと導いた。上記の暴走から死亡したと思われたが、実際は悪酔いのような状態になっただけで、生き永らえている。
シンシア・ハース (Sinthia Haas)
ワタナベ研究所の女性職員。シン、タウのデータ収集をおこなう。
タウ・ワタナベ
ワタナベ研究所の被験者の少年。シンと同じくニュータイプ。ミドルモビルスーツに乗り、戦闘時には犬のように吠える。サイコミュの暴走で沈黙したシンを死亡したと勘違いしてしまい、戦闘意欲を失ってしまうも、生き延びている。

### 短編に登場した人物
フジ・ミカ（藤 美華）
連邦軍人。階級は曹長。ジム・コマンドの改修試験機「ハンマーヘッド」のテストパイロット。地球育ちで、ハンマーヘッドのテストのために初めて宇宙に上がる。コロニー内部での慣らしでノーマルスーツも着ずに発進するが、操縦ミスでコロニー集光部（通称・河）に墜落。4枚あるアクリルスレートを3枚目までぶち抜いてしまう。ミカ本人は落下の衝撃と宇宙に対する恐怖心で放り出されたコックピット外で動けなくなってしまう。救助に来たダリーに励まされて機体に戻る。4枚目のスレートが限界を越えて宇宙に放り出されてしまうがダリーと共に機体に乗り込んだことで助かる。
コロニー内の連邦士官は現場の安全より機体の回収のみを要求し、コロニー外に現れたジオン残党はハンマーヘッドを鹵獲するためにコロニーに対しての攻撃を躊躇わない様子から、切れたダリーが操るハンマーヘッドに撃退された。
エドガー・アクセル・ガンズ
本編から100年あまり未来（宇宙世紀0180から0190あたり）、「モノトーン運送」に所属するパイロット。ダリーとチェリィの玄孫にあたる。社用船・デオでの航海中、公国軍の臨検を受け拘束される。当該宙域でのアドバイザーを依頼され、ゲリラだった祖母から聞いた戦術を提案し、自らも参加して（というか部隊を仕切って）いた。「アルマリア」という名の恋人がいる。
ジミー・サライ
公国軍第902師団第3部隊隊長。階級は中尉。連邦の大部隊に対処することを丸投げされていた。

## 登場メカニック

### Dガンダム
本作の主役MS。企画当初は「Jガンダム」（作業用ということで "job" から）という名称であったが、省略すると「Jガン」となりジェガンと区別しづらいため、主人公の頭文字である "D" を使用することとなった。デザインも百式改の発展型でありジェガンのバージョンアップ版でもあったが、もう少しハンドメイドっぽくとの要望がありリテイクされた。福地はこのときの頭部バイザーのデザインを気に入っており、Dガンダムにも引き継がれている。
プランも含め4つの仕様があるが、それらの呼称は当初「Dガンダム タイプ1( - 3)」であった（4は未設定）。その後並行して「Dファースト（ - フォース）」とも呼ばれるようになり（これは「通称」となる）、「Dガンダムファースト（ - フォース）」となったのは『EBアクシズ戦争編』以降である。

#### Dガンダムファースト
ダリーがMM社のバックアップを受け（同社の業務の一環ともいわれる）、ジャンクMSを集めて製作した作業用MS。「汎用カスタム・メイド・ワーカー」「ワーカースーツ」とも呼ばれる。外装はダリーの趣味でガンダム・タイプとなっており、名称は「ダリーズ・ガンダム」を意味する。
ムーバブル・フレームやジェネレーターは第一次ネオ・ジオン抗争時の一線級のMSから流用しているため、基本性能は作業用としては異常に高い。装甲にもジャンクパーツが多数使用され、戦闘用ではないため隙間が多いが、コックピットは気密ブロックとなっている。
戦闘用ではないため、作業用の「7つ道具」を武器として使用する。ほかにスペック表にはないが、両前腕部甲に拳に被さるようにして使用するナックルクラッシャーを装備している。また、設定画では専用のビーム・ショットガンを携行している。
テキサス・コロニーの修復作業で運用されるが、カラードの襲撃を受け迎撃に参加。ガザC改をワイヤーを介してコロニーのミラーに固定して戦闘用不能にする。その後、アニーのズサ・カスタムと交戦し劣勢となるが、チェリーの指示（ヒットエンドラン）により大型トリモチ弾で敵機のカメラを塞いでアラハスに帰投。しかし、頭部や肩部などの装甲が外されて無人のプチモビに取り付けられ、囮として射出されてしまう。
『Gジェネ』では『F』と『GATHER BEAT (GB)』に登場。ドリルガン、マグネット・アンカー、有線爆弾（以上『F』のみ）、リベットガン（『GB』のみ）、ナックルクラッシャー（両方）が使用可能。また『GB』では、「ハイクリアランスパーツ」を組み合わせることで「Dガンダム改」を開発することができる。防御力の低さは変わらないが回避能力が非常に高くなり、ナックルクラッシャーの使用回数が無制限となり威力も大幅に向上する。ただし、同パーツが入手できるのはゲーム終盤である。外観（グラフィック）に変化はない。

#### Dガンダムセカンド
作中での登場に先駆けて、「MS90'S」でイラストが公開された。「予想図」としているが、作中登場版との相違点はない。
アラハスのファクトリー・チームが、Dファーストを戦闘用に改修した機体。ムーバブル・フレームの構造材と装甲が強化され、前面の装甲を中心にガンダリウム合金を使用したものに交換されている。スラスターもチューンアップされて推力が向上しており、バックパックのメイン・ノズルは収納式で全開時のみ露出する。ジェネレーターも高性能化され、ビーム・ライフルの使用が可能になっている。
主兵装のコードコネクテッド・（ビーム・）ライフルは出力3.8MWで、連射が可能。銃身下部にグレネード・ランチャーを装備する。作中では使用されていないが、専用のバズーカ（装弾数5発）も用意されている。ナックルクラッシャーも引き続き装備。パイロットのダリーが戦闘訓練を受けていないため、「7つ道具」の一部も引き続き携帯している。
引き続きサイド2でコロニー修復作業に従事するが、ふたたびカラードの襲撃に遭い迎撃に参加。エルデスコのザクIII後期型に対し有線式爆薬を投擲するが、割って入ったズサ・カスタムを撃破する。ほかに武器をもっておらず、激昂するエルデスコに対して窮地におちいるが、アラハスの味方機からライフルを受け取ることで形勢逆転し撤退に追い込む。
『Gジェネ』では『F』にのみ登場。スペック表にあるすべての武装（グレネード含む）が使用できる。

#### Dガンダムサード
アラハスではDガンダムの「外見だけのガンダム効果」に注目しつつ、量産機ベースの低コスト・カスタム機の研究を本格化させる。当時はリ・ガズィの量産化が中止され、特殊部隊用の上級機の開発が急務とされていた。
連邦軍はMM社からDセカンドを買い上げ、アラハスで再改修をおこなう。Dファーストからの部品が3割以下となり、これまでの実戦データからグラナダの連邦軍兵器開発局が作成したプランにしたがって製作されているため、連邦軍の制式な型式番号で承認されている。装甲はすべてガンダリウム合金に換装され、ジェネレーターやスラスター、ムーバブル・フレームのアビオニクスも最新のものに交換されている。これらの改修により、当時の連邦軍の量産機と同等以上の性能をもつに至る。
主兵装のビーム・ライフルは「バスター・ショット」とも呼ばれ、ビームの口径、射線軸、連射間隔が調整可能。銃身下部にビーム・サーベルを装備しており、ビーム銃剣となる。シールドは変形して「シールド・ライフル」（グレネード1発装備）となる。作中では使用されていないが、専用バズーカ（装弾数8発）も用意されている。ナックルクラッシャーは改良され、電磁粉砕式のGブラストナックルとなる。
作中ではデザインがかなり異なる。連邦軍に転属となったダリーの乗機となり、宇宙で新生ネオ・ジオンと合流したカラードのアニーのズサ・ダインと交戦。その後、ネオ・ジオンのジェダのヤクト・ドーガとの交戦でコックピットを貫かれるが、ダリーは奇跡的に無事であり、本機も支障なく稼働している。
『Gジェネ』では『F』にのみ登場。ライフル、サーベル、Gブラストナックルのほか、シールドは変形ではなく2分割して2丁の銃となる「シールドショット」として使用する。

#### Dガンダムフォース
本作未登場で、「MS90'S」で「Dフォース Gクルーザー」として初出。Dフォース単体のデザインは確認されていない。福地によれば、シルエットの派手なハッタリの効いた機体をデザインしたくて、増加装甲方式のブースターで変形ものっぽい形状を試してみたという。また、シーズン2度目のスキーに行ったためにこのようなデザインになったとのこと。
プランだけに終わった、Dガンダムの最終型。作戦行動中における機動性の向上を主眼とし、ジェネレーターを強化。さらに、増加装甲の発展型である長距離航行用のGクルーザーの開発も同時に進められる。Gクルーザーの武装は、メガ・キャノンとビーム砲が各2門。

### モノトーン・マウス社の機体
ザクヘッド (ZAKU HEAD)
モノトーン・マウス社が製造する作業用小型MS、または作業用ポッド。一年戦争終結直後の慢性的な物資不足から、破壊されたザクの頭部を流用したことに端を発する。4基のマニピュレーターを装備しており、作業用としては平均的な性能をもつ。作中ではコロニー補修作業に複数が運用されている。
『GジェネF』にも登場。カラーリングはオレンジを基調とする。タックルで攻撃する。
なお連載時のACT.2扉絵には、ドムの頭部を流用したドムヘッドや、『ΖΖ』に登場するプチMSにバウンド・ドックに似た頭部を取り付けたプチバウンディも描かれている。

### 地球連邦軍の兵器
以下の機体はリンク先を参照。
- RGM-79R ジムII
- RGM-89 ジェガン
  - RGM-89B ジェガン改
- MSA-003 ネモ
  - MSA-004K ネモIII
- MSA-005K ガンキャノン・ディテクター
- MSA-008 / RGM-87 バージム

GDキャノン
型式番号：RGD-X2。"GD" は「ガン・ディフェンダー」の略であり、「ジード」と読む。コロニー守備用の試作MSのひとつで、砲撃戦専用機。長砲身キャノン2門を両肩に装備しており、コロニーの外壁から上半身のみ露出させて砲台のように運用される。数機が試作されて実戦テストに投入されるが、量産には至っていない。
作中ではドーシー・ビワイドが搭乗するが、戦闘シーンは描かれていない。その後、アラハスに保護されていたアニーが脱走する際に強奪して搭乗している。
『GジェネF』にも登場。カラーリングは白と紺色を基調とする。肩の武装は「ライフル砲」と呼ばれ、100ミリマシンガンを携行する。

### カラードの兵器
リンク先を参照。
- AMX-003S ガザC改
  - AMX-016 ガザW
- AMX-102C ズサ・カスタム
  - AMX-013 ズサ・ダイン
- AMX-110C ザクIII後期型
- AMS-119 ギラ・ドーガ

### ネオ・ジオンの兵器
以下の機体はリンク先を参照。
- MS-06F ザクII - 「It's Wonderful World」に登場。
- MSN-03 ヤクト・ドーガ
  - MSN-X4 バギ・ドーガ

クォータースーツ（メラ・ドーガ）
ジュニアMSにカテゴライズされる機体。福地によれば名称は「メラ・ドーガ」とのこと。バギ・ドーガと連携し、攻撃の指揮を執る。武装は20ミリマシンガンを携行する。
作中ではタウ・ワタナベが搭乗し、バギ・ドーガのモビル・ビットとともにアラハスの護衛艦を内部から破壊する。
なお、タウはその後名称不明のMSに搭乗している。ズゴックのように頭部が一体化した上半身が特徴的な機体で、ジェガンよりもふた回りほど小柄である。
ドーガ
名称は『GジェネF』により（正式な名称は不明とされる）、作中ではタウから「シンのドーガ」と呼ばれるのみである。サイコミュ実験用にギラ・ドーガをベースとして開発された機体で、ドーガ系とキュベレイの中間に当たる。小型のファンネルである「ピクセル・ビット」（作中では「ピクセル（小ビット）」と呼ばれる）を2,000基展開可能。
作中ではシン・ワタナベがバギ・ドーガに続いて搭乗し、ピクセル・ビットでアラハスを撃沈する。直後にDガンダムサードのシールド・ガンの長距離射撃で頭頂部の安全装置を破壊され、サイコミュが暴走する。その後は不明。
『GジェネF』にも登場。カラーリングは薄紫を基調に頭頂部が濃い紫、肩アーマーの縁などが白で塗られている。指先は「ハンド・ランチャー」と呼ばれるビーム砲兼ビーム・サーベルとなっている。

## 「MS90'S」にのみ登場の兵器
以下の機体はリンク先を参照。
- AMX-002 ガザB
- AMS-121 クエル・ドーガ

GDストライカー
型式番号：RGD-X1。GDキャノンと同様、治安維持と迎撃を任務とする連邦軍のコロニー守備隊用MSで、GDシリーズの汎用機。ジェガンとの競作に敗れて開発中止となったハイパスの改修型である。背部に可動式スラスターを4基装備しており、ジム系と比較して優れた機動性を誇る。数機が試作され実戦テストに投入されるが、GDキャノン同様量産には至っていない。
『GジェネF』にも登場。カラーリングはライト・ブラウンを基調とする。武装はビーム・ライフル、ビーム・サーベル、ハンド・グレネード、そして設定画でも確認できるシールド先端のシールド・マシンガン。
GDバストライナー
型式番号：RGD-X3。一年戦争末期に提案されたバストライナーの機能をもつ、ベースジャバー一体型MS。ガンタンクIIの宇宙仕様ともいわれ、陸戦型も存在する。メガライダーほど性能は高くないとされる。
グザ
型式番号：AMX-012。福地は「ネオ・ジオン製ボリノーク・サマーン」と表現しているが、のちに下記の異なる設定が付与された。
第一次ネオ・ジオン抗争中に開発されていた機体を改修したもので、汎用性と生産性に優れているため、新生ネオ・ジオン軍の主力MSのプロトタイプとして選出される。本機から得られたデータをもとに、ギラ・ドーガが開発される。
『GジェネF』にも登場。カラーリングはダーク・グリーンを基調とする。武装はボリノーク・サマーンのクロー・シールドに似た装備の先端の2連ビーム・ガンと、タックル。